# Paul Samuelson
Paul Anthony Samuelson (Gary, 15 de maio de 1915 — Middlesex, Massachusetts, 13 de dezembro de 2009) foi um economista norte-americano, amplamente reconhecido como um dos formuladores mais importantes das ciências econômicas modernas e figura de particular relevância na história do pensamento econômico em geral.

## Vida
Graduou-se na Universidade de Chicago, onde recebeu uma educação econômica tradicional ou neoclássica. Posteriormente, com a revolução econômica decorrida da obra A Teoria Geral do Emprego, do Juro e da Moeda, de autoria de John Maynard Keynes, aderiu ao keynesianismo. Ele foi um dos maiores divulgadores do pensamento keynesiano nos EUA.
Samuelson obteve seu doutorado em economia na universidade de Harvard, onde também lecionou por um tempo e, mais tarde, foi para o MIT.
Muito basicamente, a economia contemporânea pode ser definida como uma espécie de síntese da microeconomia neoclássica com a macroeconomia keynesiana; e foi Samuelson, a partir de sua busca em encontrar pontos de coerência entre as duas disciplinas, quem construiu essa unidade. Por isso, o historiador econômico Randall E. Parker o chamou de "Pai da Economia Moderna".
Samuelson é peça-chave no estabelecimento da matemática como o método analítico principal da ciência econômica. Em sua obra Fundamentos de Análise Económica, revelou a presença de estruturas comuns em diversos ramos da economia, as quais poderiam ser representadas por meio de expressões matemáticas.
Já com o Economics (livro), de longe o livro-texto de introdução à economia mais vendido e utilizado nos cursos de nível superior, Samuelson fez-se um dos mais famosos e bem-sucedidos autores da área.
Samuelson foi o primeiro norte-americano a receber o Prémio de Ciências Económicas em Memória de Alfred Nobel, fato que ocorreu na segunda edição do evento, em 1970. A designação do trabalho de Samuelson feita pela instituição na ocasião da premiação ressalta a importância múltipla de sua contribuição à disciplina econômica: "pelo trabalho científico através do qual desenvolveu teoria nos campos da economia estática e dinâmica, contribuindo ativamente para aumentar o nível da análise da ciência econômica". Seu trabalho gerou impacto importante sobre a teoria do consumo, a teoria do capital, o comércio internacional, o mecanismo de preços, a economia matemática, o equilíbrio geral e a dinâmica da economia, as finanças públicas e outras áreas mais, fato que o fez ser considerado um dos grandes economistas generalistas, isto é, um economista cujas pesquisas foram úteis para variados ramos da economia.
O economista atuou como consultor para os presidentes John F. Kennedy e Lyndon B. Johnson, além de ter prestado consultoria ao Tesouro dos Estados Unidos e ao Bureau of Budget.
Paul Samuelson fora um crítico duro das concepções políticas de livre mercado de Milton Friedman e Friedrich Hayek, posição que manteve até o final da vida. Ele advogava que uma economia mista, na qual há um equilíbrio entre regulamentação estatal e mercados razoavelmente liberalizados, era mais estável e eficiente que uma economia de livre mercado pura.
Recebeu o Doutoramento Honoris Causa pela Universidade Nova de Lisboa em 1984/1985. O jornal The New York Times designou Samuelson como sendo o "principal acadêmico da área da economia no século XX".
Morreu em 2009, aos 94 anos.

## Campos de interesse
Como professor de economia no Instituto de Tecnologia de Massachusetts, Samuelson trabalhou em muitos campos, incluindo:
- Teoria do consumidor, onde foi pioneiro na abordagem da preferência revelada, que é um método pelo qual se pode discernir a função de utilidade de um consumidor, observando seu comportamento. Em vez de postular uma função de utilidade ou uma ordem de preferências, Samuelson impôs condições diretamente às escolhas feitas pelos indivíduos – suas preferências reveladas por suas escolhas.
- Economia do bem-estar, na qual popularizou as condições de Lindahl-Bowen-Samuelson (critérios para decidir se uma ação melhorará o bem-estar) e demonstrou em 1950 a insuficiência de um índice de renda nacional para revelar qual das duas opções sociais estava uniformemente fora da função de possibilidade (viável) da outra (Collected Scientific Papers, v. 2, cap. 77; Fischer, 1987, p. 236).
- Teoria do capital, onde ele é conhecido pelo modelo de empréstimos de consumo de 1958 e uma variedade de teoremas de turnpike e envolvido na controvérsia do capital de Cambridge.
- Teoria das finanças, na qual ele é conhecido pela hipótese do mercado eficiente.
- Teoria das finanças públicas, na qual ele é particularmente conhecido por seu trabalho sobre a determinação da alocação ótima de recursos na presença de bens públicos e bens privados.
- Economia internacional, onde influenciou o desenvolvimento de dois importantes modelos de comércio internacional: o efeito Balassa-Samuelson e o modelo Heckscher-Ohlin (com o teorema de Stolper-Samuelson).
- Macroeconomia, onde popularizou o modelo de sobreposição de gerações como forma de analisar o comportamento dos agentes econômicos ao longo de múltiplos períodos de tempo (Collected Scientific Papers, v. 1, cap. 21) e contribuiu para a formação da síntese neoclássica.
- Economia de mercado: Samuelson acredita que mercados não regulamentados têm desvantagens, ele afirmou: "Os mercados livres não se estabilizam. O Libertarianismo é o seu pior inimigo!" Samuelson criticou fortemente Friedman e Friedrich Hayek, argumentando que sua oposição à intervenção estatal "nos diz algo sobre eles em vez de algo sobre Genghis Khan ou Franklin Roosevelt. É paranoico alertar contra inevitáveis ladeiras escorregadias... uma vez que as liberdades comerciais individuais são de alguma forma violadas".

## Trabalho
Paul Samuelson iniciou seu estudo de economia em 1932, na Universidade de Chicago, o que lhe conferiu uma formação neoclássica, tradicional na época.
A partir de 1936, no entanto, a economia sofreu uma transformação radical, o que se deve à difusão das ideias de Keynes, críticas ao modelo neoclássico e expostas no livro A Teoria Geral do Emprego, do Juro e da Moeda.
Assim descreveu Samuelson o impacto da revolução keynesiana sobre a economia: 
É praticamente impossível para os estudantes de hoje compreender com plenitude o efeito do que tem sido denominado ‘Revolução Keynesiana’ em cima daqueles que foram instruídos na tradição ortodoxa (...) A Teoria Geral pegou a maioria dos economistas de menos de 35 anos com a inesperada virulência de uma doença que primeiramente ataca e dizima uma tribo isolada de ilhéus do sul do Pacífico."
Fonte:
Seduzido pelo modelo keynesiano, Samuelson torna-se, nos EUA, um dos mais engajados propagadores das concepções de Keynes. Mas fez mais: Samuelson trabalhou de modo a construir uma unidade do conhecimento econômico a partir de uma síntese entre a microeconomia neoclássica e a macroeconomia formulada por Keynes. Dessa síntese, nasceu o essencial da economia contemporânea.
Em 1935, Samuelson foi para Harvard, onde ficou por seis anos, período no qual se destacaram economistas como Schumpeter, Alan Sweezy, Paul Sweezy, John Kenneth Galbraith, Aaron Gordona, Robert Solow, e outros mais. Mais tarde, Samuelson comentaria que a sua ida para Harvard o pôs no meio de três novas tendências importantes da Economia, que nasciam à época: a revolução keynesiana, a revolução da competição monopolística e o advento da matemática e econometria no trato de problemas econômicos.
Posteriormente, em 1940, Samuelson troca Harvard pelo MIT, lugar em que trabalhou a maior parte da vida. Foi a presença de Samuelson na universidade que elevou o Departamento de Economia do MIT de modo a fazê-lo reconhecido a nível global.
Em 1970, Paul Samuelson, aos 55, foi laureado com o segundo Prêmio Nobel entregue a economistas. Na ocasião, a instituição enalteceu a sua contribuição para a elevação do nível da análise econômica de maneira ampla e geral.
Samuelson serviu como conselheiro dos ex-presidentes norte-americanos John F. Kennedy e Lyndon Johnson. Na década de 80, Paul Samuelson foi agraciado com Doutor Honoris Causa concedido pela Universidade de Lisboa.

### Fundamentos da Análise Econômica
Em 1947, Samuelson publica, pela Harvard University Press, o revolucionário Fundamentos da Análise Econômica. O livro é amplamente reconhecido pelas valiosas contribuições empíricas que deu à economia. No texto, Samuelson procurou demonstrar a existência de uma unicidade metodológica e estrutura analítica comum a diferentes ramos da ciência econômica; essa estrutura é a matemática, e a sua validade metodológica em diversos segmentos da economia decorre de dois princípios gerais básicos existentes no sistema, a saber quais sejam: o comportamento maximizador dos agentes econômicos e a estabilidade de equilíbrio para os sistemas econômicos.
A obra permitiu um significativo avanço no que diz respeito a teoria dos números índice e a economia social generalizada. Mas o livro é conhecido sobretudo por expressar e formalizar de maneira irrefutável as versões qualitativa e quantitativa do método de estática comparativa, bem como por demonstrar, por via de cálculo, como uma mudança num setor particular da economia (digamos, uma mudança nas taxas de imposto) pode afetar o sistema econômico como um todo.

### Economics
Economics é o título do livro-texto de introdução à economia editado por Samuelson pela primeira vez em 1948. De lá para cá, o livro já somou dezenove edições, sendo a última de 2009. Trata-se do livro introdutório à ciência econômica mais vendido de todos os tempos, bem como o texto mais usado nas faculdades de economia dos EUA na segunda metade do século XX, motivo pelo qual recebeu o rótulo de "livro didático canônico" nos EUA. Desde o lançamento, o livro já vendeu mais de 4 milhões de cópias, sendo que cada uma das edições do livro entre 1961 e 1976 venderam 300 000 unidades.
Foi com o livro Economcis que Samuelson cunhou o termo "síntese neoclássica", que se refere a junção de conceitos econômicos da escola neoclássica com a economia keynesiana, o essencial da economia mainstream contemporânea.
A obra traz uma árvore genealógica da economia, em que constam representadas as principais escolas de pensamento econômico desde o século XVII, tais como a mercantilista, os fisiocratas, o liberalismo clássico, a escola marxista, a neoclássica e a escola keynesiana.

## Contribuições
As contribuições de Paul Samuelson à ciência económicas são amplas, e abrangem tanto o campo conceitual da economia quanto a sua esfera metodológica. Conceitualmente, Samuelson redefiniu o que seja a economia contemporânea ao sintetizar os preceitos microeconômicos neoclássicos com a macroeconomia keynesiana; no campo da metodologia, ele revelou a presença de uma estrutura matemática comum a variados ramos da economia.
As consequências do trabalho de Samuelson sobre a economia se estendem, portanto, a muitas áreas. O economista e também prêmio Nobel Kenneth Arrow citou a importância de Samuelson para a reformulação da teoria do consumo, a teoria do capital, o teorema não-substituição, da determinação de preços, a análise da estabilidade e dos sistemas dinâmicos e a economia, enquanto Irving Fisher, outro economista influente, cita a relevância de Samuemson na teoria do consumo e bem-estar, equilíbrio geral e dinâmica, comércio internacional, finanças e macroeconomia.

## Lista de publicações
- Samuelson, Paul A. (1947), Enlarged ed. 1983. Foundations of Economic Analysis, Harvard University Press.
- Samuelson, Paul A. (1948), Economics: An Introductory Analysis, ISBN 0-07-074741-5; com William D. Nordhaus (desde 1985), 2009, 19th ed., McGraw–Hill. ISBN 978-0-07-126383-2
- Samuelson, Paul A. (1952), "Economic Theory and Mathematics – An Appraisal", American Economic Review, 42(2), pp. 56–66.
- Samuelson, Paul A (1954). «The Pure Theory of Public Expenditure». Review of Economics and Statistics. 36 (4): 387–89. JSTOR 1925895. doi:10.2307/1925895
- Samuelson, Paul A. (1958), Linear Programming and Economic Analysis com Robert Dorfman and Robert M. Solow, McGraw–Hill. Chapter-preview links.
- Samuelson, Paul A. (1960). «Efficient paths of capital accumulation in terms of the calculus of variations». In:  Arrow, Kenneth J.; Karlin, Samuel; Suppes, Patrick. Mathematical models in the social sciences, 1959: Proceedings of the first Stanford symposium. Col: Stanford mathematical studies in the social sciences, IV. Stanford, California: Stanford University Press. pp. 77–88. ISBN 9780804700214
- Samuelson, Paul A. (1982). «Quesnay's 'Tableau Economique' as a theorist would formulate it today». In:  Meek, Ronald (autor); Bradley, Ian C.; Howard, Michael C. Classical and Marxian political economy: essays in honour of Ronald L. Meek. Londres: Macmillan. pp. 45–78. ISBN 9780333321997
- The Collected Scientific Papers of Paul A. Samuelson, MIT Press. Links de visualização do vol. 1–3 abaixo. Links de conteúdo para vol. 4–7. OCLC 1079936608.

Samuelson, Paul A. (1966), Vol. 1 → via Google Books, 1937–mid-1964.
Samuelson, Paul A. (1966), Vol. 2 → via Google Books, 1937–mid-1964.
Samuelson, Paul A. (1972), Vol. 3 → via Google Books, mid-1964–1970.
Samuelson, Paul A. (1977), Vol. 4 → via Internet Archive, 1971–76.
Samuelson, Paul A. (1986), Vol. 5 → via Google Books, 1977–1985 Descrição → via
Samuelson, Paul A. (2011), Vol. 6, 1986–2009. Descrição → via Wayback Machine
Samuelson, Paul A. (2011), Vol. 7, 1986–2009.
- Paul A. Samuelson Papers, 1933–2010, Rubenstein Library, Duke University. OCLC 664246147.
- Samuelson, Paul A.  (1983).  "My Life Philosophy," The American Economist, 27(2), pp. 5-12.
- Samuelson, Paul A. (2007), Inside the Economist's Mind: Conversations with Eminent Economists com William A. Barnett, Blackwell Publishing, ISBN 1-4051-5917-0
- Samuelson, Paul A. (2002), Paul Samuelson and the Foundations of Modern Economics, Transaction Publishers, ISBN 978-0-76-580114-2
- Samuelson, Paul A. (2004), Macroeconomics
- Samuelson, Paul A. (2004), Microeconomics